# Сборная Армении по регби
Сборная Армении по регби (арм. Հայաստանի ռեգբիի ազգային հավաքական) начала свои выступление в Кубке Европейских Нации относительно недавно, в сборную было приглашено немало игроков с армянскими корнями, проживающих и выступающих во Франции и в других европейских государствах. Была создана довольно опытная команда тренеров и игроков. Сборная была непобедимой со дня создания (в 2004) до 1 октября 2006 года, когда впервые проиграла команде Швейцарии со счетом 16-29 во Вьенне. Главный тренер сборной — Марк Абанозян.
До первого проигрыша, сборная принимала победное участие в 10 тестовых матчах в результате которого завоевал своё место в дивизионе 3А Кубка европейских наций.

## Состав сборной
| - Матьё Ташджян - Себастьен Адам - Эрик Лоран - Давид Тертерян - Ален Чурукдичян - Стефан Апелян - Альбен Жульят - Лоран Айрапетян - Грегори Оунджян - Фредрик Бояджян - Давид Манил - Тиболь Жулья | - Дидие Тонапетян - Николя Анселин - Жан Антоан Погосян - Лорен Петросян - Амик Казарян - Раффи Агарлян - Грегори Сафарян - Николя Погосян - Жюльен Бейлерян - Грегори Апелян - Йоан Антян - Гарник Аветикян |

## Победы сборной (2004—2006)
- Июнь 2, 2004 : Армения 36 — 6 Норвегия (Див. 3C)
- Июнь 5, 2004 : Армения 48 — 0 Израиль (Див. 3C)
- Октябрь 20, 2004 : Армения 24 — 11 Бельгия (товарищеский матч)
- Апрель 7, 2005 : Армения 47 — 15 Израиль (Див. 3)
- Июнь 11, 2005 : Армения 31 — 12 Израиль (Див. 3)
- Октябрь 1, 2005 : Армения 39 — 12 Люксембург (Див. 3B/C Playoff)
- Ноябрь 12, 2005 : Армения 57 — 17 Болгария (Див. 3B)
- Апрель 29, 2006 : Армения 24 — 13 Венгрия (Див. 3B)
- Май 13, 2006 : Армения 42 — 6 Словения (Див. 3B)
- Июнь 4, 2006 : Армения 18 — 3 Литва (Див. 3B)